# Roy Ayers
Roy Ayers (Los Ángeles, 10 de septiembre de 1940 – Nueva York, 4 de marzo de 2025) fue un cantante, vibrafonista y compositor estadounidense de jazz, jazz ácido y R&B. Ayers comenzó su carrera como artista del jazz post-bop, lanzando varios álbumes con la discográfica Atlantic Records, antes de firmar un contrato con Polydor Records en la década de los setenta, siendo uno de los pioneros del jazz-funk. 
Es un icono del jazz ácido, que consiste en una mezcla entre el jazz tradicional, el hip-hop y el funk. También es mundialmente conocido por sus éxitos Everybody Loves the Sunshine, Running Away y Searchin'.

## Biografía
Desde muy pequeño la música ha influenciado en su vida. Su padre tocaba el trombón y su madre le dio clases de piano. El director y vibrafonista Lionel Hampton le regaló a la edad de cinco años un set de palos de vibráfono que empezaría a usar a los 17 años.
A los 20 años, se sumergió en el West Coast Jazz, grabando con Curtis Amy (1962), Jack Wilson (1963-1967) y con la Gerald Wilson Orchestra (1965-1966); y tocando con Teddy Edwards, Chico Hamilton, Hampton Hawes y Phineas Newborn. Una sesión con Herbie Mann en el Lighthouse de Hermosa Beach le llevó a colaborar con el versátil flautista durante cuatro años (1966-1970) y adquiriendo una experiencia que le permitió abrirse a nuevos estilos musicales más allá del bebop.
Tras participar brillantemente en el famoso disco de Herbie Mann, Memphis Underground, y grabar tres discos como solista para Atlantic bajo la supervisión del flautista, Ayers abandonó el grupo en 1970 para formar el Roy Ayers Ubiquity, que grabó varios discos para Polydor contando con artistas como Sonny Fortune, Billy Cobham, Omar Hakim y Alphonse Mouzon. 
Influenciados en principio por el Miles Davis eléctrónico y por el sexteto de Herbie Hancock, el grupo de Ayers fue abandonando progresivamente el jazz para aproximarse al R&B, al funk y a la música disco. En esa época también es artista invitado en dos álbumes del saxo David "Fathead" Newman: Lonely Avenue (1972) y Newmanism (1974).
En los años ochenta, Ayers colaboró también con el músico nigeriano Fela Anikulapo-Kuti, formando la compañía Uno Melodic Records, y produciendo y/o coescribiendo varias grabaciones para distintos artistas. En el momento en que se produjo la fusión del jazz con el hip-hop a comienzos de la década de los noventa, Ayers apareció en el disco fundador de Gurú, Jazzmatazz, en 1993, y tocó en clubes de Nueva York con el propio Gurú y con Donald Byrd.
En el documental Roy Ayers Project se recoge el testimonio de un buen número de productores de hip-hop y otras muchas personas que han sido influenciadas por Ayers y su música en sus carreras profesionales. Pharrell Williams cita al compositor como uno de sus ídolos.

## Discografía
- West Coast Vibes (United Artists, 1963)
- Virgo Vibes (Atlantic, 1967)
- Stoned Soul Picnic (Atlantic, 1968)
- Daddy Bug (Atlantic, 1969)
- Ubiquity (Polydor, 1971)
- He's Coming (Polydor, 1972)
- Live at the Montreux Jazz Festival (Verve) – 1973 (Recorded 1972)
- Red, Black And Green (Polydor) – 1973
- Coffy (Polydor) – 1973
- Virgo Red (Polydor) – 1973
- Change Up The Groove (Polydor) – 1974
- A Tear to a Smile (Polydor) – 1975
- Mystic Voyage (Polydor) – 1975
- Everybody Loves the Sunshine (Polydor) – 1976
- Vibrations (Polydor) – 1976
- Daddy Bug & Friends (Atlantic) – 1976 (Recorded 1969)
- Crystal Reflections (Muse) – 1977
- Lifeline (Polydor) – 1977
- Let's Do It (Polydor) – 1978
- Step into Our Life (Polydor) – 1978 (w/ Wayne Henderson)
- You Send Me (Polydor) – 1978
- Fever (Polydor) – 1979
- No Stranger To Love (Polydor) – 1979
- Love Fantasy (Polydor) – 1980
- Prime Time (Polydor) – 1980 (w/ Wayne Henderson)
- Music of Many Colors (With Fela Kuti) (Celluloid) – 1980
- Africa, Center of the World (Polydor) – 1981
- Feelin' Good (Polydor) – 1982
- Lots of Love (Uno Melodic) – 1983
- Silver Vibrations (Uno Melodic) – 1983
- Drivin' On Up (Uno Melodic) – 1983
- In The Dark (Columbia) – 1984
- You Might Be Surprised (Columbia) – 1985
- I'm The One (For Your Love Tonight) (Columbia) – 1987
- Drive (Ichiban) – 1988
- Wake Up (Ichiban) – 1989
- Fast Money (Live at Ronnie Scott's) (Essential) – 1990
- Searchin' (Live) (Ronnie Scott's Jazz House) – 1991
- Double Trouble (With Rick James) (Uno Melodic) – 1992
- Hot (Live at Ronnie Scott's) (Ronnie Scott's Jazz House) – 1992
- Good Vibrations (Live) (Ronnie Scott's Jazz House) – 1993
- The Essential Groove – Live (Ronnie Scott's Jazz House) – 1994
- Vibesman (Live at Ronnie Scott's) (Music Club) – 1995
- Nasté (Groovetown) – 1995
- Spoken Word (AFI) – 1998
- Smooth Jazz (AFI) – 1999
- Juice (Charly) – 1999
- Live at Ronnie Scott's – London 1988 (Castle) – 2001
- "Our Time is Coming" (single with Masters at Work) (MAW Records)—2001
- For Café Après-midi (Universal Japan) – 2002
- "Good Vibrations" (single with Kerri Chandler) (Mad House Records)—2003
- Snoop (Chrysalis) – 2003
- Virgin Ubiquity: Unreleased Recordings 1976–1981 (Rapster) – 2004
- Mahogany Vibe (Rapster) – 2004
- My Vibes (Snapper Music) – 2005
- Virgin Ubiquity II: Unreleased Recordings 1976–1981 (Rapster) – 2005
- Virgin Ubiquity Remixed (Rapster) – 2006
- Perfection (Aim) – 2006